# Zhao Ziyang
Zhao Ziyang (趙紫陽T, 赵紫阳S, Zhào ZǐyángP; Hua, 17 ottobre 1919 – Pechino, 17 gennaio 2005) è stato un politico cinese.
Fu primo ministro dal 1980 al 1987 e segretario generale dal 1987 al 1989.
Fu un riformista che contribuì notevolmente alle riforme che introdussero l'economia di mercato in Cina, nonché oppositore della corruzione burocratica, diffusa nell'apparato statale del paese all'epoca. Nel 1986, era anche responsabile delle riforme politiche della Cina sotto Deng Xiaoping. Zhao è tuttavia ben più conosciuto a livello internazionale per essere stato l'unico oppositore tra le alte sfere politiche cinesi alla repressione delle proteste di piazza Tienanmen del 1989. Ciò gli costò la purga da parte del regime cinese, che lo confinò agli arresti domiciliari fino alla sua morte, avvenuta all'età di 85 anni nel 2005.

## Biografia
Zhao, figlio di un ricco latifondista, aderì alla Lega della Gioventù Comunista cinese nel 1932 e partecipò alla resistenza clandestina contro l'occupazione giapponese della Cina, che durò dal 1937 sino alla fine della seconda guerra mondiale. Il padre venne ucciso intorno alla fine degli anni quaranta, durante le violenze generate dalla riforma agraria dell'epoca. Negli anni cinquanta, come membro prominente del partito nella provincia del Guangdong, introdusse con successo varie riforme agricole, e divenne nel 1965 segretario generale del partito nella provincia.
In quanto sostenitore delle riforme di Liu Shaoqi, con l'avviarsi della Rivoluzione culturale, nel gennaio 1967 Zhao perse il posto di capo provinciale del partito e venne confinato nella Mongolia Interna. Nel 1971 fu richiamato dal confino da Zhou Enlai, Primo ministro cinese esponente dell'ala moderata. Zhao divenne quindi capo del Partito Comunista Cinese nella provincia di Sichuan, in cui, nel 1977, lancia la riforma rurale.
In seguito all'arrivo al potere dei moderati di Deng Xiaoping nel 1978, Zhao entrò nell'Ufficio politico e in seguito nel suo Comitato permanente. Nell'aprile 1980 fu nominato Primo ministro al posto di Hua Guofeng; quindi, nel contesto di riforma della Cina, Zhao svolse un ruolo di primo piano. È importante sottolineare come il suo potere derivasse unicamente da Deng Xiaoping, che lo aveva incluso nel gruppo dirigente con Hu Yaobang in quanto riformista.
Nel gennaio 1987, con l'allontanamento di Hu Yaobang, venne nominato Segretario generale del Partito Comunista Cinese ad interim. Nonostante si trovasse a cumulare le due cariche principali del Partito e dello Stato, il suo potere fu fortemente condizionato dall'ala conservatrice del PCC. Egli era il naturale continuatore della riforma economica, e proprio per difendere questa dagli attacchi dei conservatori e per darne una copertura ideologica, durante il XIII Congresso del PCC (tenutosi nell'ottobre 1987) introdusse il concetto di "stadio iniziale del socialismo": la Cina, avendo compiuto la rivoluzione comunista prima di aver portato a termine l'industrializzazione, si trovava ancora nello stadio iniziale del socialismo, in cui doveva favorire lo sviluppo economico tramite la coesistenza di diverse forme di proprietà (anche quella privata).
Sul piano della riforma politica, Zhao ribadì il ruolo dirigente del PCC e respinse il pluripartitismo, ma esortò ad una ripartizione più netta dei ruoli del Partito rispetto a quelli del Governo: il primo doveva limitarsi a fissare la linea politica generale; solo al secondo spettava la sua implementazione. In pratica mirava a limitare il ruolo spesso eccessivo del Partito nelle istituzioni statali ed economiche. In quello stesso Congresso, per la prima volta nella storia della Repubblica popolare, concesse una relativa libertà di voto ai delegati per l'elezione del Comitato centrale.
Zhao venne quindi riconfermato nella carica di Segretario generale, ma lasciò il Governo (Li Peng, esponente dell'ala conservatrice, diventò Primo ministro). La continuazione della riforma economica nel 1988 provocò forti squilibri e malcontento soprattutto tra i cittadini e gli operai, compromettendo la sua immagine. Ma tutto cambiò con l'inizio della Protesta di piazza Tienanmen del 1989, una delle crisi più gravi del regime. In questo contesto, si sottolineò il riformismo di Zhao, che era favorevole al dialogo e ad una soluzione pacifica. Per sua sfortuna l'ala conservatrice del partito questa volta era ispirata dallo stesso Deng Xiaoping, massima autorità di fatto, che accusava i manifestanti di essere dei "controrivoluzionari al soldo delle potenze estere".
La notte del 19 maggio, per porre fine alla protesta, fu approvata la legge marziale: Zhao fu l'unico dirigente a votare contro. Poche ore dopo, sfidò apertamente il Partito quando si presentò tra gli studenti di piazza Tienanmen, cercando di convincerli a terminare l'occupazione della piazza al più presto possibile. Tale atto fu il motivo finale che portò Zhao ad essere rimosso da qualsiasi carica politica. In seguito fu condannato agli arresti domiciliari a vita. Zhao è morto il 17 gennaio 2005, all'età di 85 anni. Il regime gli ha concesso i funerali nel "cimitero degli eroi" della rivoluzione, ma continua ad ignorarne il nome nelle celebrazioni pubbliche.

## Discorso in piazza Tienanmen
(Wu Guoguang, collaboratore e amico di Zhao Ziyang)

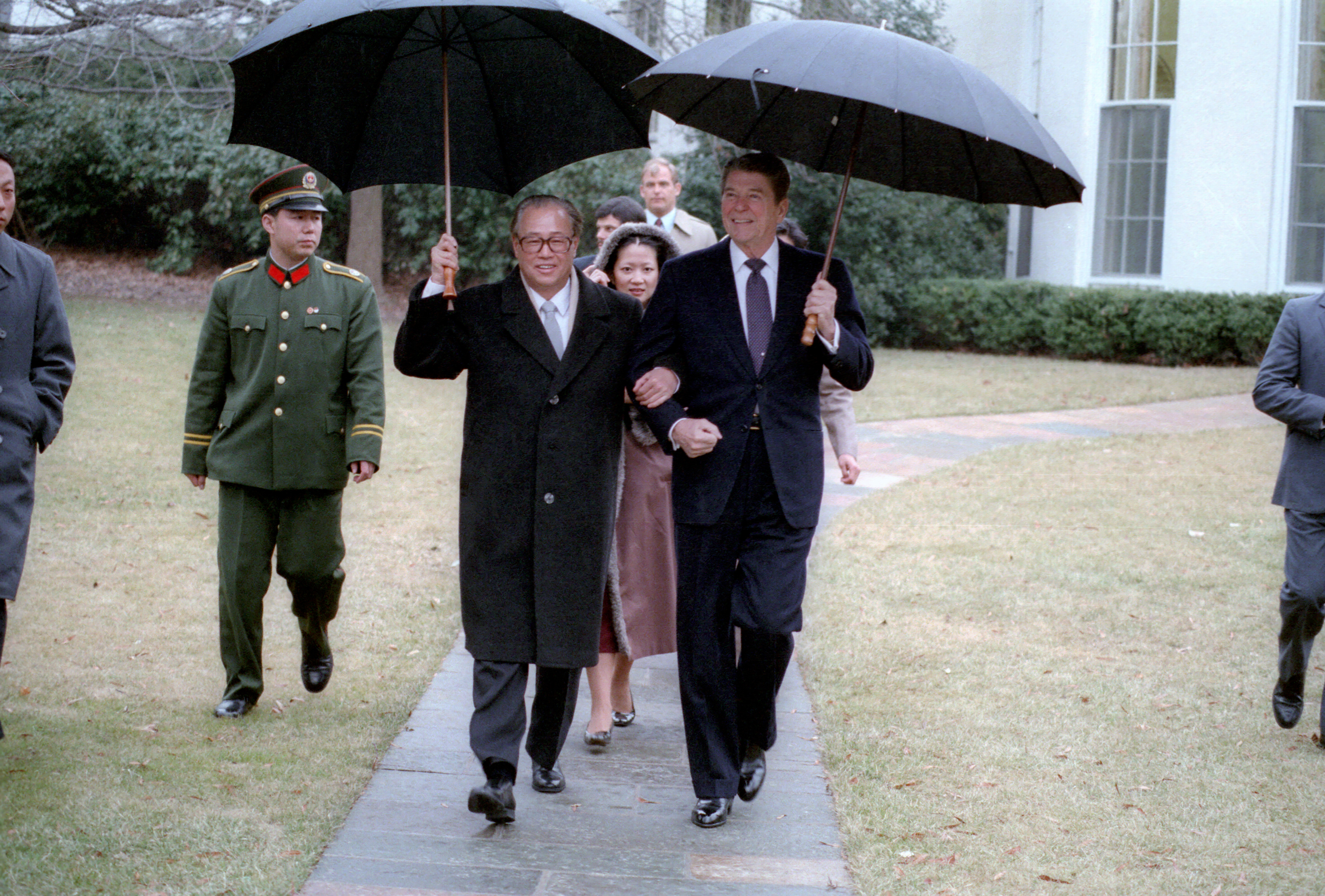
Zhao Ziyang (a sinistra) insieme a Ronald Reagan

Voi siete ancora giovani, ci sono ancora molti giorni a venire, dovete vivere in salute e vedere il giorno in cui la Cina compirà le quattro modernizzazioni. Voi non siete come noi, noi siamo già vecchi, per noi non è più importante. Non è facile che questa nazione ed i vostri genitori vi supportino a tornare nelle università. Adesso voi siete tutti più o meno sulla ventina, e volete sacrificare le vostre vite così facilmente, studenti, non potete pensare razionalmente? Adesso la situazione è molto seria, lo sapete tutti, il Partito e la nazione sono molto nervosi, l'intera società è molto preoccupata. Inoltre, Pechino è la capitale, la situazione sta peggiorando sempre più dappertutto, questo non può continuare. Tutti gli studenti hanno una buona volontà, e voi siete il bene della nostra nazione, ma se questa situazione continua, perde il controllo, causerà serie conseguenze in molti posti.
In conclusione, ho solo un desiderio. Se fate finire lo sciopero della fame, il Governo non chiuderà la porta del dialogo, mai! Le domande che voi avete posto, possiamo continuare a discuterle. Anche se è un po' lento, stiamo arrivando ad un qualche accordo su alcuni problemi. Oggi voglio solo vedere gli studenti, ed esprimere i nostri sentimenti. Spero che gli studenti penseranno riguardo a questo problema con calma. Questa cosa non può essere sviluppata in modo chiaro in situazioni irrazionali. Tutti voi avete quella forza, siete giovani dopo tutto. Anche noi siamo stati giovani, abbiamo protestato, ci siamo stesi sui binari della ferrovia, non abbiamo mai pensato a cosa sarebbe successo nel futuro a quel tempo. Infine, prego gli studenti ancora una volta, pensate al futuro con calma. Ci sono molte cose che possono essere risolte. Spero che tutti voi smetterete lo sciopero della fame presto, grazie.»